# Claus Schilling

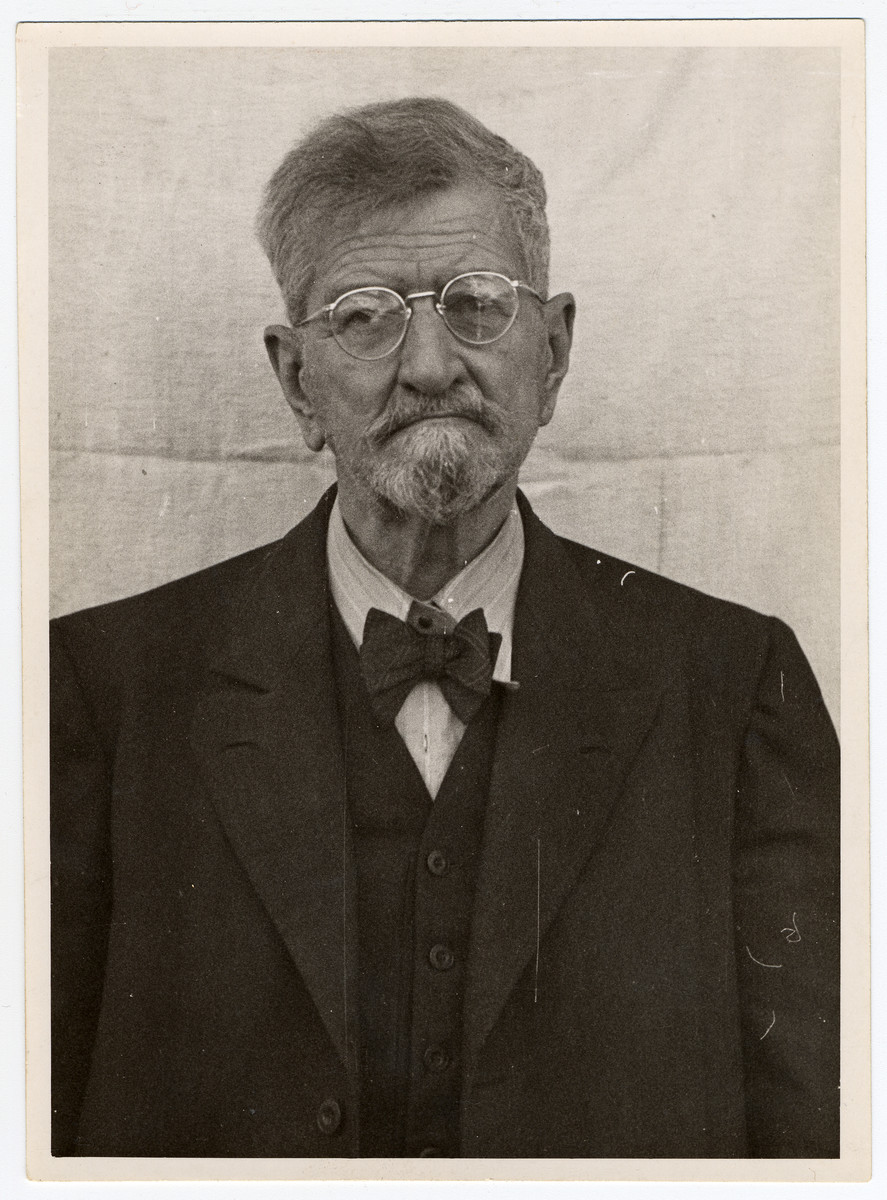
Claus Karl Schilling, 1945 in amerikanischer Internierung

Claus Karl Schilling (auch Klaus geschrieben; * 5. Juli 1871 in München; † 28. Mai 1946 in Landsberg am Lech) war ein deutscher Tropenmediziner und Malariaforscher. Nach Menschenversuchen in seiner Forschungsstation im Konzentrationslager Dachau mit mehreren hundert Opfern wurde er 1946 zum Tode verurteilt und hingerichtet.

## Leben
Claus Schilling studierte bei Robert Koch in Berlin und befasste sich seit 1898 mit der Erforschung und Bekämpfung der Malaria. Zuvor war er, ab 1896, für wenige Jahre als Hausarzt am German Hospital in London tätig gewesen.
Nach seiner Arbeit als Kolonialarzt in Togo und Deutsch-Ostafrika fungierte er ab 1905 als Direktor der tropenmedizinischen Abteilung am Robert-Koch-Institut. Diese Funktion bekleidete er bis zu seiner Emeritierung als Professor 1936. Von ihm stammen Beiträge zu Tropenkrankheiten zum Handbuch der inneren Medizin (Band 1) in der 1. und 2. Auflage (1911 bzw. 1925).
Seit den 1920er Jahren beschäftigte sich Schilling mit serologischen Experimenten an Psychiatriepatienten italienischer Heilanstalten und in Berlin. In Rom traf Schilling im November 1941 auf den „Reichsgesundheitsführer“ Leonardo Conti, der ihn auf Geheiß von Heinrich Himmler damit betraute, seine Experimente zur Findung eines Heilmittels gegen die Malaria im KZ Dachau fortzusetzen.
Ab Februar 1942, als über 70-Jähriger, begann der von Ferdinand Sauerbruch unterstützte Schilling von der DFG geförderte Forschungen im Konzentrationslager Dachau. An über 1000 Häftlingen führte er Menschenversuche durch, indem er, da „die menschliche Malaria nicht auf Tiere übertragbar ist“, menschliche Probanden, z. B. den katholischen Priester Fritz Keller, infizierten Stechmücken aussetzte beziehungsweise einen lebende Krankheitserreger enthaltenden Extrakt aus deren Speicheldrüsen einspritzen ließ, um eine immunisierende Wirkung zu bewirken und einen Impfstoff gegen die Malaria zu entwickeln. Auch das synthetische Malariamedikament „Boehringer 2516“ testete Schilling an Häftlingen. Diese nannten ihn „Blutschilling“. Opfer seiner Experimente wurden zu Beginn vor allem polnische Geistliche, später dann auch inhaftierte Italiener und Russen. Etwa 30 Personen starben unmittelbar an den Folgen der Versuche, etwa 300 bis 400 wurden später Opfer der Nachwirkungen. Die Versuche wurden erst am 5. April 1945 auf Himmlers Anordnung hin eingestellt. Schillings Assistenzärzte waren zunächst Rudolf Brachtel und von April 1943 bis Mitte 1944 Kurt Plötner.

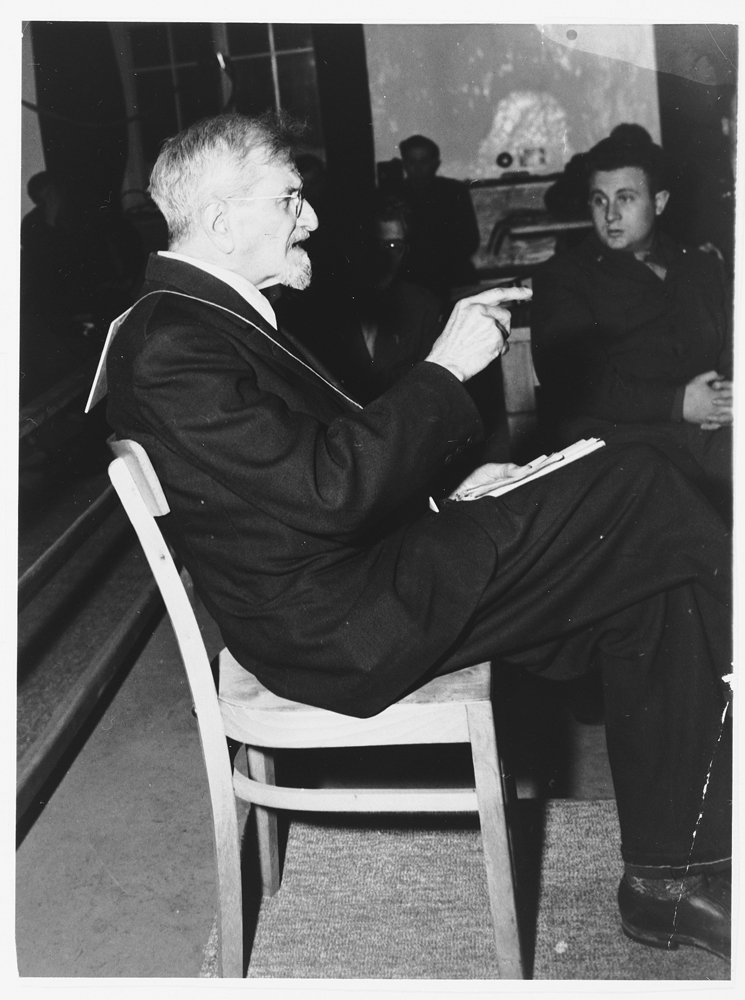
Claus Schilling während seiner Aussage am 15. November 1945 als Angeklagter im Dachau-Hauptprozess

Schilling wurde nach der Befreiung des Konzentrationslagers mit 39 weiteren Angeklagten am 15. November 1945 im Dachau-Hauptprozess angeklagt. In diesem ersten Dachauer Prozess wurde er am 13. Dezember 1945 zum Tode verurteilt. In seiner Urteilsbegründung wies das Gericht u. a. darauf hin, dass Schilling für pseudomedizinische Experimente mit Malariaerregern an mehr als 1000 Häftlingen, die dadurch zum Teil den Tod fanden, nicht nur die Verantwortung trage, sondern solche Experimente als individuelle Exzesstaten auch eigenständig durchgeführt habe. In einer persönlichen Erklärung vom 31. Dezember 1945 führte der Nobelpreisträger und Geheimrat Heinrich Wieland aus, er habe den Eindruck, „dass er [Schilling] als echter Forscher sein wissenschaftliches Ziel mit aller Leidenschaft verfolge. Er hat mir gegenüber kein Hehl daraus gemacht, dass für ihn die Zusammenarbeit mit Instanzen der Partei, deren ausgesprochener Gegner er war, ein schweres Opfer bedeute, das er jedoch der Sache zuliebe bringen müsse“. Für Schilling gab es unter anderem Gnadengesuche von Kollegen des Robert-Koch-Instituts und des Bernhard-Nocht-Instituts. In den Gnadengesuchen für Schilling wurde ausdrücklich auf sein wissenschaftliches Renommee, seine Verdienste für die Wissenschaft, seine unpolitische Einstellung und sein tadelloses Verhalten hingewiesen. Schilling sei, so wird in einigen Gnadengesuchen ausgeführt, leidenschaftlicher Forscher, der den Tod von Probanden bei Versuchsreihen nicht vorsätzlich eingeplant habe, sondern im Gegenteil das Leben von Menschen habe retten wollen.
Die Todesstrafe wurde am 28. Mai 1946 durch den Strang im Kriegsverbrechergefängnis Landsberg vollstreckt.